# Torpedowce typu Hval
Torpedowce typu Hval – norweskie torpedowce z końca XIX wieku. W 1896 roku w niemieckiej stoczni Schichau w Elblągu zbudowano trzy okręty tego typu. Jednostki weszły w skład norweskiej marynarki w 1896 roku. Okręty zostały wycofane ze służby w latach 1920–1931 roku. Podczas kampanii norweskiej w 1940 roku dwie jednostki zostały zdobyte przez Niemców, lecz tylko jedną z nich wcielono do Kriegsmarine. Oba okręty zwrócono Norwegii w maju 1945 roku i zostały złomowane dwa lata później.

## Projekt i budowa
Torpedowce 1. klasy typu Hval zostały zaprojektowane w niemieckiej stoczni Schichau na bazie torpedowców typu S 67 .
Wszystkie trzy okręty zbudowane zostały w stoczni Schichau w Elblągu. Nieznane są daty położenia ich stępek, a zwodowane zostały w 1896 roku .
| Okręt    | Stocznia | Wodowanie | Wejście do służby | Los                                                             |
| -------- | -------- | --------- | ----------------- | --------------------------------------------------------------- |
| „Hval”   | Schichau | 1896      | 1896              | wycofany w 1931, w 1940 zdobyty przez Niemców, złomowany w 1947 |
| „Delfin” | Schichau | 1896      | 1896              | wycofany w 1927, w 1940 zdobyty przez Niemców, złomowany w 1947 |
| „Hai”    | Schichau | 1896      | 1896              | wycofany w 1920                                                 |

## Dane taktyczno-techniczne
Okręty były torpedowcami o długości całkowitej 39,9 metra, szerokości 4,8 metra i zanurzeniu od 1,1 metra na dziobie do 2,15 metra na rufie . Wyporność normalna wynosiła 83 tony, a pełna 102 tony . Jednostki napędzane były przez pionowe maszyny parowe potrójnego rozprężania o mocy 1100 KM, do których parę dostarczały dwa kotły . Prędkość maksymalna napędzanych jedną śrubą okrętów wynosiła 21 węzłów . Jednostki zabierały zapas 17 ton węgla .
Na uzbrojenie artyleryjskie torpedowców składały się dwa pojedyncze działka kalibru 37 mm QF Hotchkiss L/45 . Broń torpedową stanowiły dwie pojedyncze wyrzutnie kal. 450 mm .
Załoga pojedynczego okrętu składała się z 23 oficerów, podoficerów i marynarzy .

## Służba
Wszystkie trzy torpedowce typu Hval zostały wcielone w skład Królewskiej Marynarki Wojennej w 1896 roku . Najszybciej, bo już w 1920 roku skreślony z listy floty został „Hai” . W 1927 roku ten sam los spotkał „Delfina”, a w 1931 roku „Hvala” . W trakcie kampanii norweskiej w 9 kwietnia 1940 roku rozbrojone „Hval” i „Delfin” zostały zdobyte przez Niemców  . „Delfin” został przyjęty w skład Kriegsmarine pod nazwą „Kürassier”, a „Hval” nigdy nie został wcielony do służby . Oba okręty zwrócono Norwegii w maju 1945 roku i zostały złomowane w roku 1947  .